# Blomman för dagen
Blomman för dagen (Ipomoea tricolor) är en slingrande ört i familjen vindeväxter, ursprungligen från tropiska Amerika. Odlas som utplanteringsväxt i Sverige.
Växtens namn antas komma av att blommorna är mycket kortlivade.
Det är en ettårig eller perenn, klättrande ört, upp till 3 m hög. Stjälkarna saknar hår. Bladen är kala, äggrunda, hjärtlika, 4–10 cm långa. Foderbladen är lansettlika, släta vid basen. Blommorna kommer på korta blomställningar i bladvecken. De är trattlika, 6–10 cm i diameter, blekt himmelsblå, grönaktiga eller strimmiga i blått och vitt, med vitt eller blekt gult svalg. De blir oftast mer eller mindre rosa strax innan de vissnar.
Förväxlas ofta med purpurvinda (I. pupurea) och kejsarvinda (I. nil), båda dessa arter är dock mer eller mindre håriga.

## Sorter
- 'Blue Star' – blommor blekt porslinsblå, med mörkare blått stjärnmönster. Förväxlas lätt med 'Light Blue Star', som är en sort av purpurvinda (I. purpurea)
- 'Flying Saucers' – blommor strimmiga i blått och vitt, mycket varierande från blomma till blomma.
- 'Heavenly Blue' – blommor ljust himmelsblå. Svagt doftande.
- 'Pearly Gates' – blommor gräddvita.
- 'Summer Skies' – blommor blekt isblå.
- 'Wedding Bells' – blommor lilarosa med blekgult svalg. Doftlös. Introducerad av Darold Decker, 1961.

## Synonymer
För vetenskapliga synonymer, se Wikispecies. Arten, med flera andra i släktet, kallas på engelska för Morning Glory.

## Användning
Richard Schultes beskrev 1941 mexikansk/indianskt användande i en kort rapport som dokumenterar användningen tillbaka till aztektider, citerande TiHKAL av Alexander Shulgin. Ytterligare forskning publicerades 1960, då Don Thomes MacDougall rapporterade att frön av Blomman för dagen har använts som sakrament av vissa zapoteker, ibland tillsammans med fröna från Turbina corymbosa (syn. Rivea corymbosa), en annan art som har en liknande kemisk sammansättning, med lysergol istället för ergometrin. Denna mer omfattande kunskap har lett till en ökning av enteogenisk användning av andra än urbefolkningar.
De giftiga ämnena är koncentrerade till fröna och fröpåsar bör förvaras där barn inte kommer åt dem. Man kan också nypa av överblommade blommor och hindra dem från att sätta frukt.

## Bilder

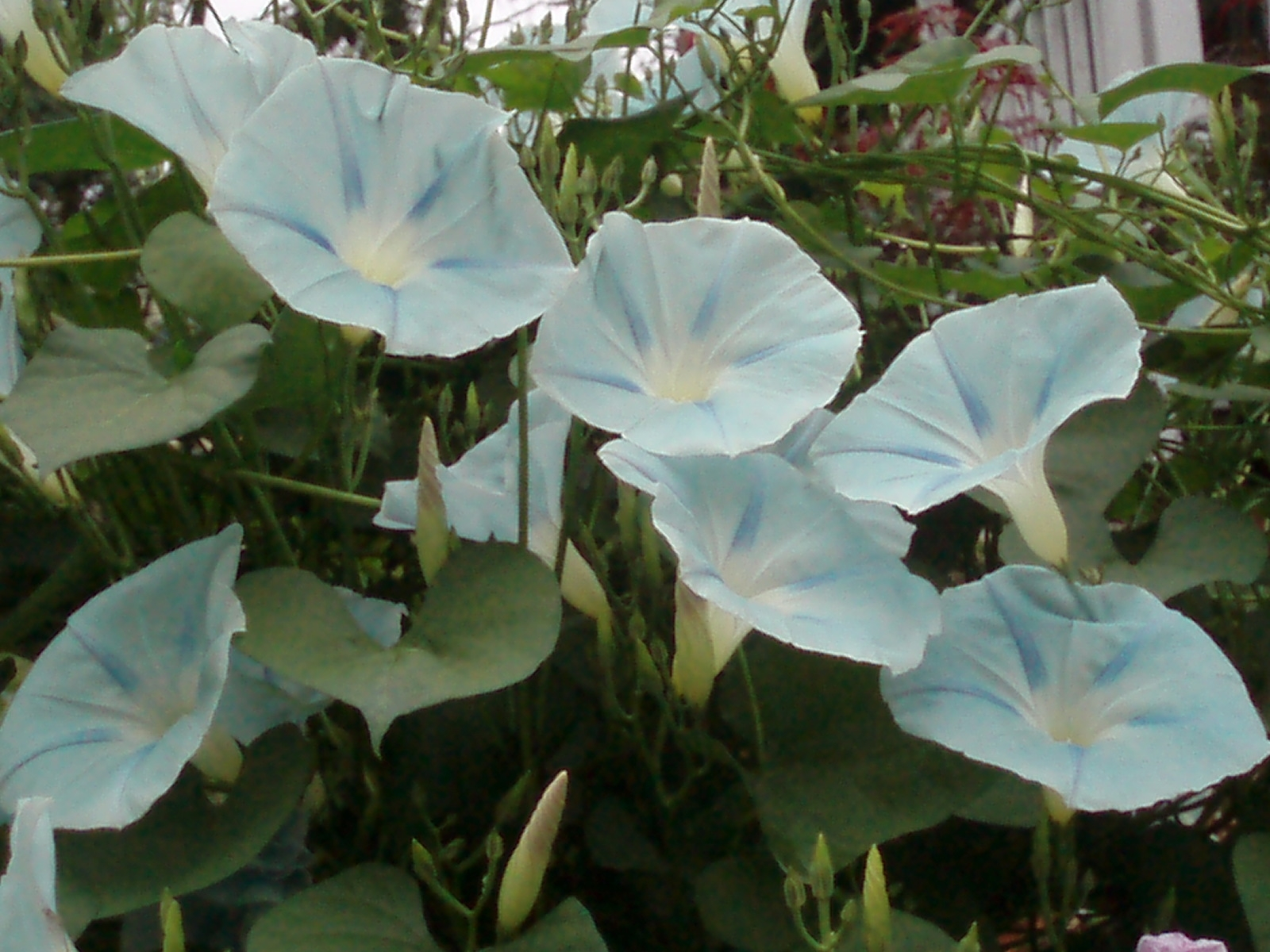
'Blue Star'
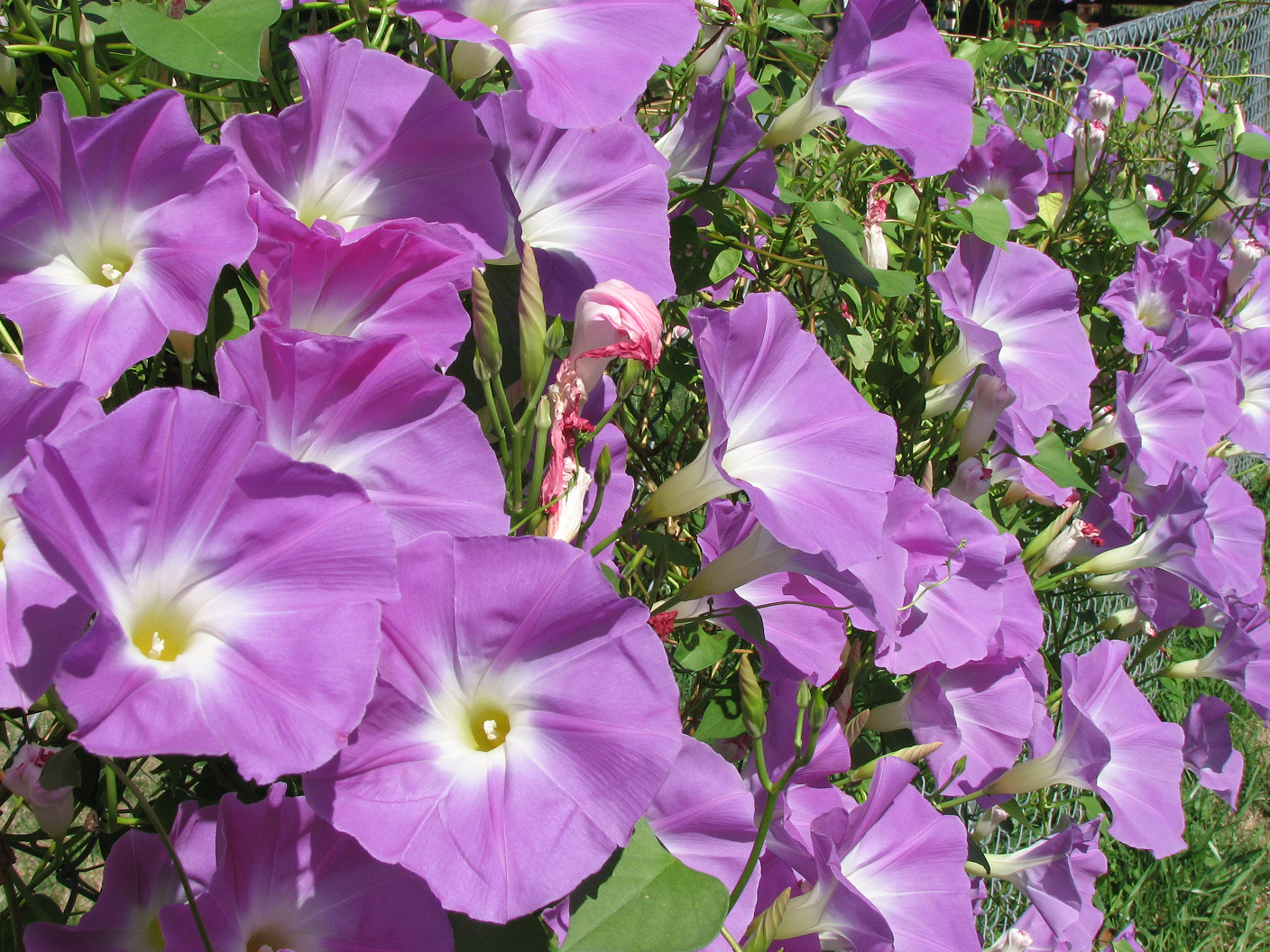
'Wedding Bells'
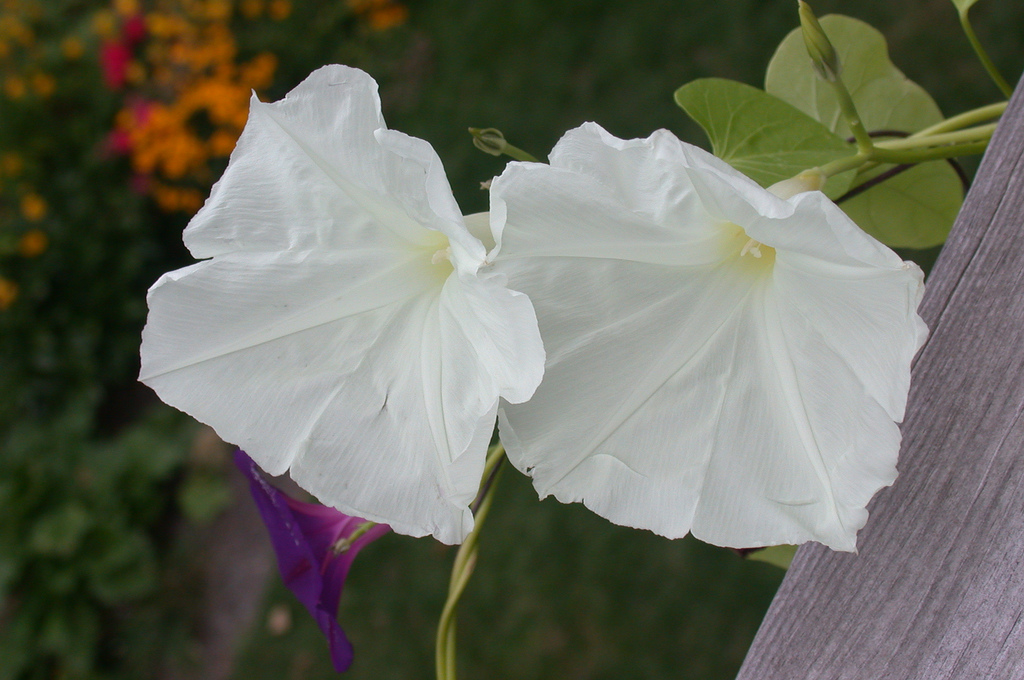